# Rickenbach (Soletta)
Rickenbach (toponimo tedesco) è un comune svizzero di 840 abitanti del Canton Soletta, nel distretto di Olten.